# Maitri-upanishad
La Maitri-upanishad es una de las principales Upanishades. Pertenece a la maitraianíia-shakha, la escuela de repetición del Iáyur-veda negro. En el canon de 108 Upanishades que aparece en el Muktika-upanishad, figura como número 24, bajo el nombre de Maitraiani-upanishad, que se incluye allí como una Upanishad de tipo samania, o sea, asociada con el Sama-veda.
El escritor Rama Tirtha escribió el Dipiká, un notable comentario acerca de esta Upanishad.

## Nombre sánscrito
- maitryupaniṣad, en el sistema AITS (alfabeto internacional para la transliteración del sánscrito).[1]
- मैत्र्युपनिषद् en escritura devanagari del sánscrito.[1]
- Pronunciación: /máitri upanisád/.[1]

Otra versión
- maitrāyaṇīyopaniṣad, en el sistema AITS (alfabeto internacional para la transliteración del sánscrito).[1]
- मैत्रायणीयोपनिषद् en escritura devanagari del sánscrito.[1]
- Pronunciación: /maitraianía upanisád/.[1]

### Etimología[1]
- maitrāyaṇa: escuela doctrinal y ritualística creada por el sabio Maitri.
- Maitrāyaṇī: nombre de Agní, dios del fuego.
- Maitrī: sabio védico.
- maitrāyaṇīya: nombre de una escuela de repetición del Iáyur-veda (relacionados con los kathas y los kalāpas).

## Datación
Esta Upanishad es posterior a la época del emperador Ashoka, y muestra signos de influencia budista.
Rhys Davis sostiene que en los manuscritos de este texto aparece por primera vez documentado en sánscrito el término samadhi, que apareció por primera vez en el Tipitaka, en idioma palí.

## Sumario
La recensión existente de este texto consta de siete prapāṭhaka (lecciones), siendo las dos últimas conocidas como khila (‘apéndices’). Pero originalmente constaba solamente de las primeras cuatro prapāṭhaka. El texto comienza con un diálogo entre el rey Brijad-Ratha y el sabio Shakaiana, que continúa hasta 6.30. A través de este diálogo, el sabio le enseña al rey la filosofía del Brahman como fue enseñado por el sabio Maitri. Como parte de su enseñanza, que narra una antigua conversación entre un grupo de sabios conocidos como valakhilias y Prayápati Kratu.
En esta Upanishad, el sonido primigenio se refiere a menudo como sabda-brahman (divinidad en sonido).

Aquel que es bien versado en el Brahman-sonido, alcanza el Brahman supremo.
Maitri-upanishad (6.22)